# منتخب جبل طارق تحت 17 سنة لكرة القدم
منتخب جبل طارق تحت 17 سنة لكرة القدم (بالإنجليزية: Gibraltar national under-17 football team)‏ هو ممثل جبل طارق الرسمي في المنافسات الدولية في كرة القدم في فئة كرة قدم تحت 17 سنة للرجال، يديريه اتحاد جبل طارق لكرة القدم.